# Carrer de Sant Llàtzer (Figueres)
El carrer de Sant Llàtzer és una via urbana de la ciutat de Figueres (Alt Empordà). Forma part de l'Inventari del Patrimoni Arquitectònic de Catalunya tant el seu conjunt com almenys un dels edificis.

## Conjunt del carrer
Els edificis dels números 7, 16, 33, 34, 36 i 56 formen l'anomenat conjunt del carrer de Sant Llàtzer, protegit com a bé cultural d'interès local. El carrer està situat al costat mateix de la plaça de l'estació i de l'estació d'autobusos, i s'hi observen arquitectures residencials i d'emmagatzematge i industrials de començament de segle. Els edificis que formen part d'aquest conjunt, tenen elements ornamentals i d'ofici importants. També cal destacar l'ordre compositiu de la façana.

## Número 12

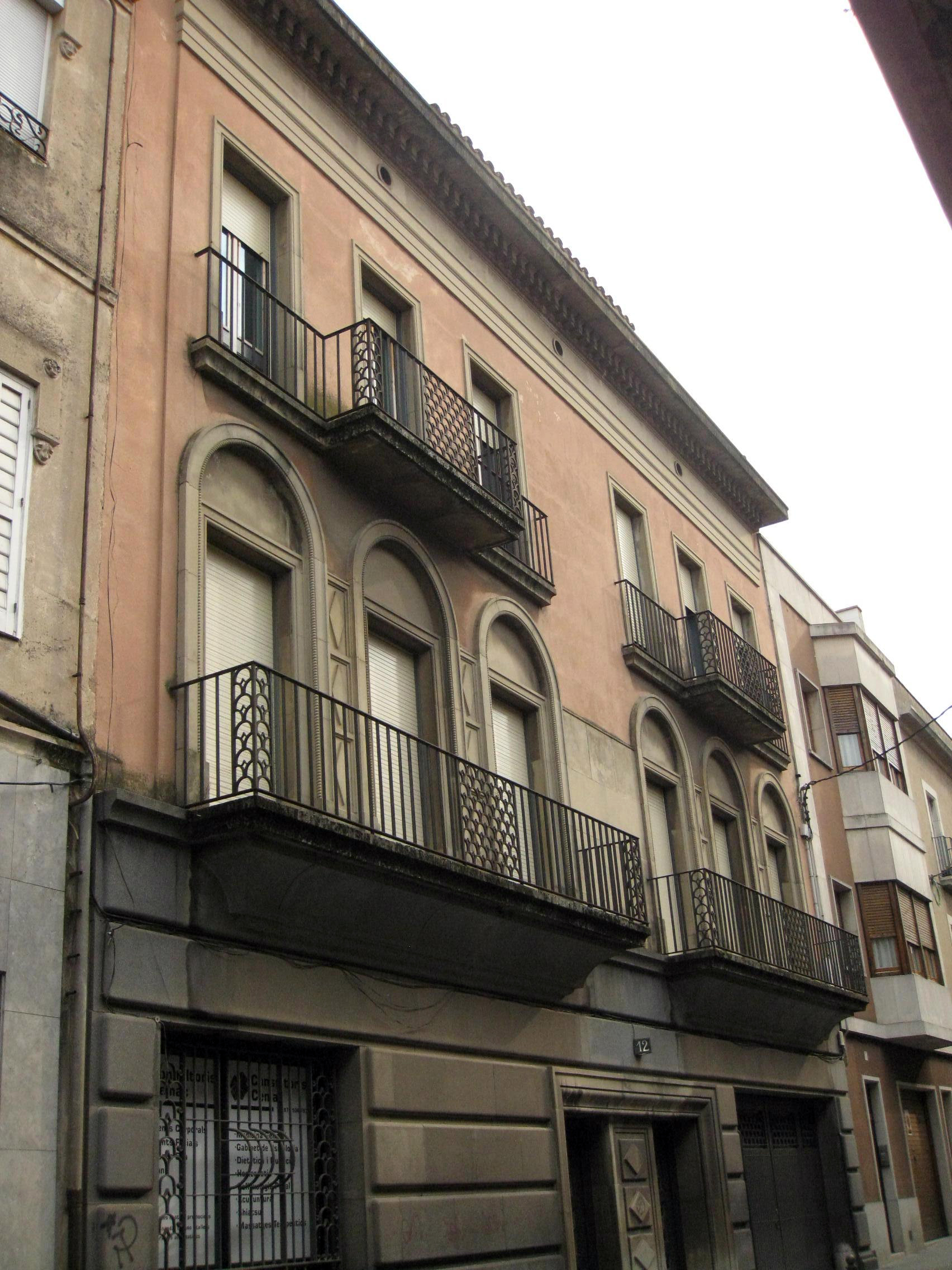
Número 12 del carrer de Sant Llàtzer

L'edifici del número 12 del carrer de Sant Llàtzer forma part de l'Inventari del Patrimoni Arquitectònic de Catalunya. És un edifici situat a prop d'un dels carrers principals de Figueres. És una casa de planta baixa i dos pisos amb coberta a dues vessants. La planta baixa d'aquesta casa està decorada amb un arrebossat que pretén imitar grans carreus, mitjançant franges horitzontals.
L'accés a la casa es fa a través de dues entrades que es troben inscrites en un mateix arc, fet que dona la sensació de grandiositat. Entre les dues portes hi ha un pilar decorat amb motius geomètrics en forma de rombe inscrits dins un quadrat. Al primer pis, trobem sis obertures agrupades en dues balconades corregudes de tres obertures a cadascuna. Aquestes finestres són en arc de mig punt, i entre elles s'hi repeteix la mateixa decoració geomètrica del pilar de la porta. Les finestres del pis superior tenen com a element destacat el balcó, ja que no és lineal, sinó que el centre sobresurt més que la resta. La instal·lació d'aigua fou realitzada el 1935.